# História do exército romano

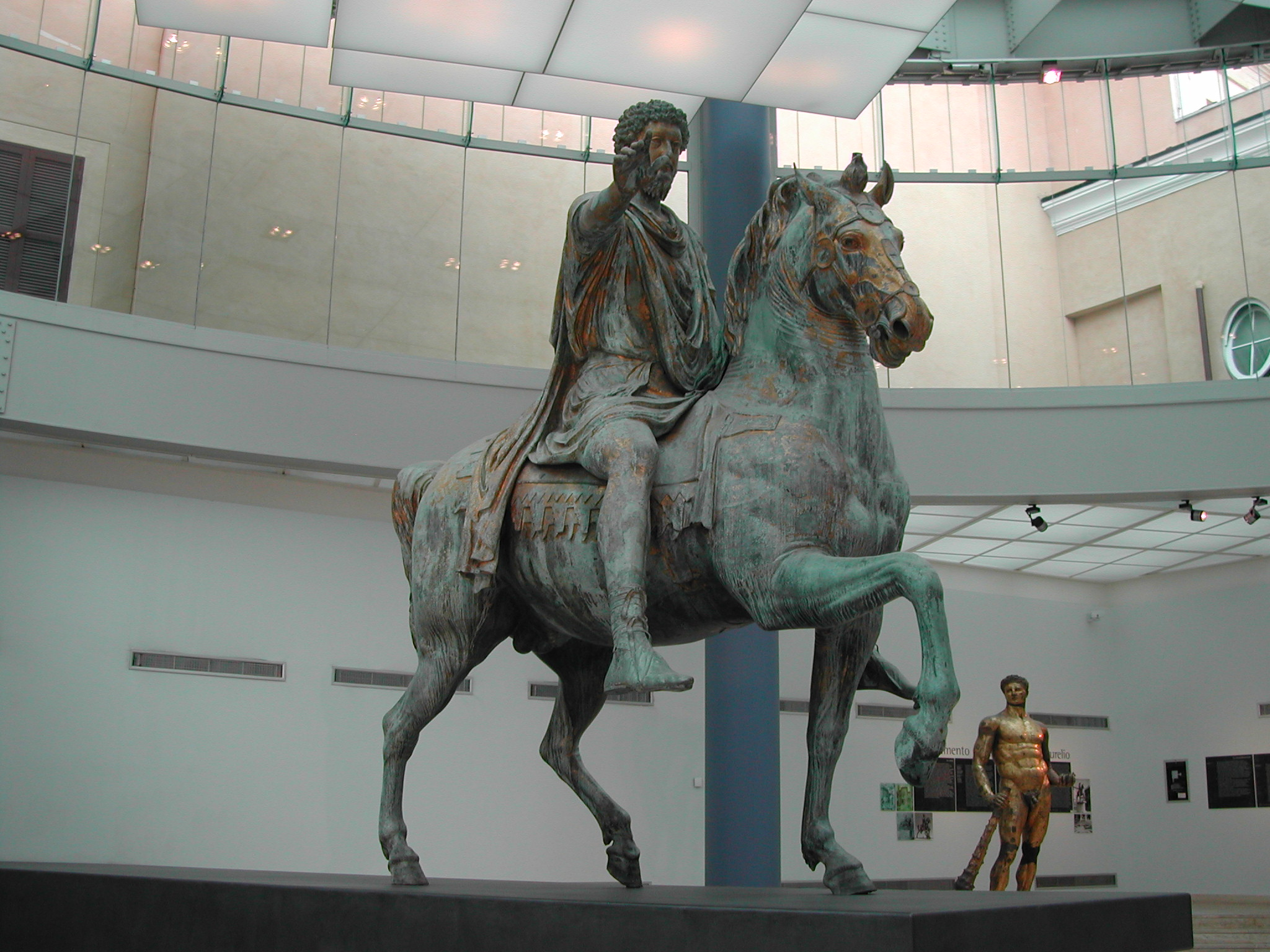
Estátua equestre do imperador Marco Aurélio; nos Museus Capitolinos, Roma

A história do exército romano descreve as principais transformações cronológicas da organização e constituição das forças armadas da Roma Antiga, as quais foram qualificadas como "a instituição militar mais efetiva e duradoura conhecida da história". Das suas origens, por volta de 800 a.C. até a queda do Império Romano do Ocidente em 476 d.C., a estrutura militar de Roma atravessou uma série de mudanças estruturais de grande envergadura. A grandes traços, as armas romanas dividiam-se em exército e marinha, se bem que estes dois ramos eram menos diferenciados que nos exércitos nacionais atuais.
Após um período proto-histórico do qual não resta informação escrita, a estrutura do exército romano pode ser generalizada através de uma série de fases históricas. Inicialmente, o exército romano consistia numas levas anuais de cidadãos que prestavam o serviço militar como parte dos seus deveres. Durante este período, o exército romano enfrentou principalmente adversários locais em campanhas sazonais. À medida que os territórios controlados por Roma se expandiam, e que o tamanho das cidades se incrementava, os exércitos da Roma Antiga foram profissionalizando-se, assalariando os seus soldados. Como consequência, os serviços militares dos níveis mais baixos da sociedade tornaram-se cada vez de mais longo prazo. As unidades militares desse período eram muito homogêneas e eram muito reguladas. O exército consistia em unidades de infantaria romana, conhecidas como legiões, bem como tropas aliadas formadas por não romanos conhecidas como tropas auxiliares (auxilia). Esta última costumava ser chamada para que provesse ao exército de infantaria ligeira ou de cavalaria, formando as legiões o núcleo de infantaria pesada.
Na terceira fase do desenvolvimento militar, as forças tinham se encomendado manter e segurar as fronteiras das províncias sob controle romano, bem como da própria península Itálica. As ameaças estratégicas eram em geral menos sérias neste período, e a ênfase foi posta na preservação do território já conquistado. O exército evoluiu para a nova situação e tornou-se mais dependente das guarnições estáveis, e menos dos acampamentos itinerantes e das operações de campo contínuas. Na fase final, o serviço militar continuou assalariado e profissional para as tropas regulares. Contudo, a tendência a empregar aliados ou tropas mercenárias expandiu-se até o ponto de que estas acabaram representando uma proporção muito substancial das forças romanas. Ao mesmo tempo, a estrutura do exército romano tornou-se mais complexa: os soldados da época variavam dos arqueiros montados e muito pouco armados até a infantaria pesada, em regimentos de muito variável tamanho e qualidade. Isto foi acompanhado de uma importância cada vez maior da cavalaria frente à infantaria, assim como uma recuperação da importância da mobilidade.

## Forças tribais (c.800−578 a.C.)
O primeiro exército romano mencionado nos escritos descreve-se por fontes muito mais tardias. Concretamente, Tito Lívio e Dionísio de Halicarnasso falam do exército romano remontando ao século VIII a.C. Frequentemente, faz-se referência a esse exército como o exército curiado de Roma, nome que procede das subdivisões do exército baseadas nas três tribos fundadoras da cidade (cúrias). O exército era relativamente pequeno, e as suas atividades limitavam-se "principalmente a saques e roubos de gado com escaramuças ocasionais".
Carecia do profissionalismo e da organização dos posteriores exércitos romanos, sendo as unidades e regimentos provavelmente compostos por divisões por tribo ou por gente. O exército era composto de infantaria desde os seus começos em algum momento do primeiro milênio a.C., enquanto a cavalaria (conhecida como os céleres ou, literalmente, 'os rápidos') não se formaria, segundo a tradição (muito discutida, por outro lado), até tempos de Rómulo.
Durante esta época, Roma seria provavelmente uma povoação fortificada no alto de uma colina, e o seu exército poder-se-ia aproximar ao típico grupo de guerreiros da Idade do Bronze, liderados pelo chefe da tribo. Muitas das armas e armaduras deste período eram similares ao resto da cultura de Villanova, a predominante na região. O design das espadas, por exemplo, era muito similar ao de outras populações dessa época.
O exército (legio) deste período consistia, segundo Tito Lívio, em 3 000 soldados de infantaria e 300 de cavalaria. Cada uma das três tribos fundadoras devia fornecer um terço do mesmo. Contudo, Lívio é muito posterior aos fatos descritos, o que, ligado à exatidão matemática destas cifras, torna-as pouco críveis. A maioria dos historiadores modernos crê que a prática totalidade do exército era formada por soldados de pé ou pedites. Possivelmente fosse uma infantaria homogênea armada com dardos. A cavalaria (em latim, celeres), era muito menos numerosa, e seguramente composta pelos nobres endinheirados da cidade.
No início do {{-séc|VII}, os etruscos, na Idade do Ferro, constituíam a civilização predominante no Lácio. Como tantos outros povos da região, os romanos guerrearam com os etruscos para conservar a sua independência e foram derrotados. No final de século, os etruscos conquistaram Roma, estabelecendo uma ditadura militar ou uma monarquia na cidade.

## Hoplitas de modelo etrusco (578–510 a.C.)
Embora algumas fontes romanas, incluindo Tito Lívio e a Políbio, falam nos seus relatos do exército romano da época da monarquia romana (período que seguiu à captura de Roma pelos etruscos), nenhuma delas são fontes contemporâneas aos fatos. Políbio, por exemplo, escrevia cerca de 300 anos depois dos acontecimentos que relata, e Tito Lívio cerca de 500 anos depois dos fatos. Adicionalmente, os registros e documentos que puderam ser redigidos pelos romanos ao longo dessa época foram destruídos quando a cidade foi saqueada pelos gauleses, pelo qual as fontes não podem ser tão fiáveis neste período quanto o são na história militar posterior à Primeira Guerra Púnica.
Contudo, de acordo aos escritos que ficam, os três reis de Roma à época da ocupação etrusca foram Tarquínio Prisco, Sérvio Túlio e Tarquínio, o Soberbo. Até aqui não havia um exército romano “nacional”, e sim uma serie de grupos armados que só se uniam perante uma iminente ameaça externa. O exército passa então por uma reforma adotando o modelo centurial, baseado na classe sócio-econômica. Esta reforma é atribuída tradicionalmente a Sérvio Túlio, segundo dos reis etruscos, que teria levado a cabo primeiro o primeiro censo de todos os cidadãos romanos. Lívio afirma que Túlio reformou o exército transplantando nele a nova estrutura concebida originariamente para a vida civil como resultado do censo. Entre outros motivos, o serviço militar era considerado naquela altura uma responsabilidade cívica e uma forma de melhorar o status social dentro da sociedade romana.
A estrutura militar ficou mais bem definida: a qualificação como cidadãos de "primeira classe" (aqueles qualificados para servir militarmente como infantaria pesada) àqueles com ativos no valor de 100 000 ou mais asses (a moeda da época), não altera o fato de antes dessa qualificação os cidadãos mais pobres não serem capazes de pagar as armas e a armadura necessárias para servir como infantaria pesada.
O exército duplicou o seu tamanho então, passando a estar formado desde os 3 000 até os 6 000 homens, que pela sua vez se dividiram em 60 centúrias de 100 homens cada uma. O exército estava composto por uma série de tropas diferentes baseadas nas classes sociais dos cidadãos proprietários, conhecidos coletivamente como adsíduos. Todos, dos cidadãos mais pobres pertencentes à "quinta classe" até os mais ricos da "primeira classe" e com a ordem equestre, acima de todos eles, estavam obrigados a cumprir o serviço militar.
Os cidadãos romanos desta época normalmente viam o serviço militar como um honroso dever. Esta visão contrastaria com a que se teria do serviço militar em tempos posteriores, quando já se percebia como uma carga desagradável e gravosa. Enquanto existem relatos de romanos do Baixo Império que chegaram a mutilar-se para evadir o serviço militar, parece que não existiam esses problemas nos princípios da história de Roma. Isso, em parte, pode ser devido à menor intensidade dos conflitos nessa altura, e em parte também a que costumavam lutar perto das suas próprias terras e lares, e que até mesmo frequentemente a sua luta era a fim de proteger essas posses. Também podia ser devido, como apontam alguns dos últimos escritores romanos, à existência de um maior espírito marcial na antiguidade.
A ordem equestre, os plebeus endinheirados, servia como cavalaria montada (daí o seu nome). A primeira classe, composta pelos cidadãos mais ricos, servia como infantaria pesada com espadas e longas lanças (com certo parecido aos hoplitas), e ocupava a primeira linha de batalha. A segunda classe ia armada de jeito similar à primeira, mas sem um peto que protegesse o torso, e com um escudo oblongo em lugar de redondo. Colocava-se detrás da primeira em formação de batalha.
A terceira e a quarta classe tinham um armamento mais leve que as outras duas, e portavam uma lança e vários dardos para ataque a distância. Normalmente colocavam-se detrás da segunda classe, para dar apoio com as suas armas de arremesso. Finalmente, os cidadãos da quinta classe, os mais pobres e sem equipamento, iam armados como fustigadores, com fundas e pedras. Colocavam-se a jeito de pantalha à frente do exército principal, cobrindo a sua aproximação e ocultando as suas manobras.
Ficava, porém, uma última classe, os proletários (proletarii), composta por aqueles homens sem propriedades, que eram excluídos das classes sociais dos adsíduos (adsidui) e eximidos do serviço militar por serem pobres demais como para fornecer qualquer tipo de equipamento militar. Contudo, nas situações mais complicadas até mesmo esta classe eram chamados para o serviço, embora o seu valor militar fosse questionável. As tropas destas classes lutariam juntas no campo de batalha, com a exceção das tropas mais veteranas, às quais se encomendava a proteção da cidade.

## Legião manipular (509−217 a.C.)
O exército dos começos da República Romana continuou a evoluir, e embora existisse certa tendência entre os romanos de atribuir as mudanças a grandes reformistas, o mais provável é que as mudanças fossem produto de uma lenta evolução, e não de uma política singular e deliberada de reforma.
Durante este período, a formação militar composta por cerca de 5 000 homens era denominada legião. Contudo, em contraste com posteriores formações legionárias, que seriam compostas exclusivamente por infantaria pesada, as legiões no início e em meados da república estavam compostas por uma mistura de infantaria ligeira e pesada.
Para referir-se a este tipo de legião é empregue o termo exército manipular, a fim de marcar o contraste existente entre esta legião baseada em unidades de 120 homens chamadas manípulos, e os posteriores exércitos legionários do império, baseados no sistema de coortes. O exército manipular estava baseado parcialmente no sistema de classes sociais e parcialmente na idade e experiência militar dos soldados. Representa, portanto, uma passagem intermédia entre os anteriores exércitos baseados na classe social e os exércitos posteriores, nos quais o estrato social será irrelevante. Na prática, até mesmo os escravos chegaram a ser chamados para fazer parte do exército da república quando isso chegou a ser necessário.
O exército manipular recebeu o seu nome da forma na que se colocava a infantaria pesada. Os manípulos eram unidades de 120 homens que pertenciam a uma mesma classe de infantaria. Eram pequenos o bastante para permitir o movimento tático de unidades de infantaria individuais no campo de batalha e dentro do quadro de um exército maior.
Os manípulos organizavam-se em três diferentes linhas de batalha (em latim, triplex acies) baseadas cada uma num tipo de infantaria pesada: hastados, príncipes e triários.
- A primeira classe, os hastados, formava em primeira linha de batalha: Tratava-se de soldados de infantaria cobertos com armaduras de couro, couraças e capacetes enfeitados com três canetas de cerca de 30 centímetros de altura. Levavam um escudo de madeira, reforçado com ferro, que media quatro pés de altura (cerca de 120 cm) e tinha forma de retângulo convexo. Brandiam uma espada chamada gládio e duas lanças de arremesso conhecidas como pilos (um pesado pilo e um dardo menor).

- A segunda classe, os príncipes (principes), formavam habitualmente a segunda linha de soldados na formação de batalha. Eram soldados de infantaria pesada, armados e protegidos igual a os hastados, salvo pelo fato de usarem uma cota de malha (lorica hamata) mais leve em lugar de uma couraça sólida.
- Os triários, que formavam habitualmente a terceira fila quando o exército se colocava em ordem de batalha, eram os últimos remanentes de soldados em estilo hoplita no exército romano. As suas armas e armadura eram similares às dos príncipes, com a exceção de que a sua arma principal era uma pique em lugar dos dois pilos.

A legião manipular padrão podia ter cerca de 1 200 hastados, 1 200 príncipes e 600 triários. As três classes de unidades poderiam ter mantido algum paralelo com as divisões sociais na sociedade romana. No entanto, pelo menos oficialmente, a pertença a cada uma das três linhas baseava-se na idade e na experiência do soldado, e não tanto na classe social. Os mais novos serviriam no exército como hastados, os homens um pouco mais formados e com experiência militar seriam príncipes, e as tropas mais veteranas de idade mais avançada formariam a linha de triários.
A infantaria pesada dos manípulos era pela sua vez apoiada pelas tropas de infantaria ligeira (vélites) e de cavalaria (equestres), normalmente 300 homens a cavalo por legião manipular. A cavalaria era formada pela ordem equestre. Ocasionalmente conseguia-se cavalaria e infantaria ligeira adicional dos aliados latinos do resto da península Itálica. Os equestres continuavam pertencendo às classes mais ricas da sociedade romana.
Havia, finalmente, uma classe adicional de tropas que recebiam o nome em latim de acênsios ou adscritícios. Mais adiante também foram denominados supernumerários. Tratava-se de tropas que seguiam o exército sem um rol material específico, e que se situavam detrás dos triários. A sua principal função era suprir as baixas que pudesse haver nos manípulos, embora também pudessem ter servido ocasionalmente como mensageiros dos oficiais.
A infantaria ligeira de 1 200 vélites consistia em tropas fustigadoras sem armadura que procediam das classes sociais mais baixas e dos soldados mais novos. Lutavam armados com uma espada e um escudo redondo de três pés (cerca de 90 centímetros) de diâmetro, além de vários dardos leves de madeira, também de cerca de três pés de longo, e com uma ponta metálica estreita de cerca de 25 centímetros. O número destas tropas incrementava-se com a inclusão de infantaria ligeira aliada e dos irregulares rorários (tropas parecidas aos acênsios).
O recrutamento efetuado em 403 a.C. foi o primeiro realizado para uma campanha mais longa que uma simples estação, e, desde essa altura, essa prática foi-se tornando cada vez mais comum, até chegar a ser habitual.
Quanto às forças armadas navais, houve uma pequena marinha que operou a baixo nível após a Segunda Guerra Samnita, e que se viu incrementada durante este período, expandindo-se do que seria uma simples patrulha fluvial e costeira até o tamanho de uma verdadeira unidade marítima. Após um período de construção frenética devida à Primeira Guerra Púnica, a marinha cresceu até um tamanho de mais de 400 naves realizadas sob o design naval cartaginês. Uma vez completa, esta frota pôde chegar a ter cerca de 100 000 marinheiros e tropas embarcadas para a batalha.
A marinha foi reduzida nos anos posteriores. Isto, em parte, ocorreu porque a pacificação do mar Mediterrâneo tornou desnecessária uma política militarista naval, e em parte também pela confiança nas naves que contribuíam as cidades gregas, cujos habitantes tinham uma maior experiência marítima.

## Proletarização da infantaria (217–107 a.C.)
As extraordinárias exigências militares das Guerras Púnicas, com a falta de mão-de-obra, puseram em evidência as debilidades táticas da legião manipular, pelo menos no curto prazo. Em 217 a.C. Roma ficou obrigada a ignorar os seus princípios de que os seus soldados deviam ser cidadãos romanos e proprietários, e teve de enrolar os escravos no serviço naval. Adicionalmente, por volta de 213 a.C., os requisitos de propriedade reduziram-se de 11 000 a 4 000 asses. Levando em conta a preferência de usar cidadãos livres nos seus exércitos, chegados a este ponto, os proletários, os cidadãos mais pobres, também deviam ter sido chamados ao serviço militar, apesar da sua incapacidade legal. Por volta de 123 a.C., os requisitos financeiros para o serviço militar foram novamente reduzidos dos 4 000 asses até 1 500. Nessa altura, portanto, muitos dos anteriores proletários sem propriedades teriam sido admitidos nominalmente no grupo dos adsíduos.
Durante o século II a.C., o território de Roma sofreu um descenso demográfico geral, em parte devido às importantes perdas humanas incorridas durante várias guerras. Isto veio acompanhado de uma série de tensões sociais e do grande colapso econômico das classes médias, que se foram incorporando às classes baixas do censo e aos proletários. O resultado foi que tanto a sociedade romana como o seu exército se tornassem cada vez mais proletários. O Estado romano ficava obrigado a armar os seus soldados à custa do erário público, pois muitos dos soldados de classes baixas se tornaram proletários em tudo salvo no nome, e não tinham recursos para pagar o seu próprio equipamento.
Por outro lado, a distinção entre os hastados, os príncipes e os triários foi-se tornando cada vez mais desbotada, possivelmente pelo fato de o Estado ter de prover equipamento padrão a todos salvo as classes mais altas, os únicos que podiam pagá-lo. Na época de Políbio, os triários ou os seus sucessores ainda representavam uma infantaria pesada diferente, armada com um estilo único de couraça, mas os hastados e os príncipes ficaram já indistinguíveis.
Finalmente, a falta de homens levou a um acréscimo considerável na carga repartida entre os aliados (socii) quanto às suas contribuições de soldados. Quando necessário, esses aliados eram obrigados a fornecer ao exército romano um número de tropas totalmente equipadas dentro de um limite definido anualmente, e quando tais aliados não eram capazes de prover a quantidade e tipos de soldados requeridos, os romanos contratavam mercenários para as suas legiões.

## A legião mariana (107–49 a.C.)
O cônsul Caio Mário levou a cabo um importante programa de reformas no exército da república. Este processo é conhecido como as reformas de Mário ou reformas marianas. Em 107 a.C., todos os cidadãos foram habilitados formalmente para entrar no exército romano. Este último movimento formalizou e concluiu um processo gradual que fora forjado através de vários séculos, mediante a redução dos requisitos econômicos para o serviço militar.
A distinção entre hastados, príncipes e triários, que por outro lado já se tornara muito fraca, foi oficialmente eliminada, e a legião romana foi criada, no conceito no que é recordada habitualmente. A infantaria legionária passou a ser uma força homogênea de infantaria pesada composta por cidadãos romanos. Naquele tempo, a cidadania romana e a latina foram se expandindo geograficamente por grande parte da Itália e da Gália Cisalpina, pelo qual o conceito de cidadãos romanos abrange diferentes populações já romanizadas e não apenas a cidade de Roma.
A infantaria mais leve, como os vélites e os equestres, foram substituídas por tropas auxiliares (auxilia) compostas por mercenários ou soldados que não eram cidadãos romanos. Adicionalmente, devido à concentração das legiões numa força de infantaria pesada, os exércitos de Roma dependiam da cavalaria auxiliar que lhes dava apoio. Como necessidade tática, as legiões eram acompanhadas quase sempre por um número igual ou maior de tropas auxiliares mais ligeiras, que pela sua vez eram recrutadas dos não cidadãos que viviam nos territórios do império. Neste período histórico, a única exceção em que uma legião chegou a ser formada por soldados que não eram cidadãos romanos foi uma legião de imitação recrutada na província da Galácia.
Ao contrário que em datas anteriores, os legionários já não lutavam em campanhas estacionais para a proteção da sua terra. Contudo, através dos séculos V e IV a.C. foi-se tornando cada vez mais comum que as campanhas durassem mais de uma estação, pelo qual as reformas de Mário não eram tão radicais neste ponto. Pelo contrário, agora recebiam um pagamento fixo, e eram empregues pelo Estado por uma duração determinada. Como consequência, o serviço militar passou às classes mais baixas da sociedade romana, para as quais o pagamento do Estado se tornava um bom incentivo.
Através deste processo de reformas, o exército foi modificando a sua composição, de modo que as pessoas mais pobres, e sobretudo as de origem rural, passaram a constituir um grande percentagem. Uma consequência desestabilizadora deste desenvolvimento foi que o proletariado "adquiriu uma posição mais forte e elevada" dentro do Estado. Contudo, esta profissionalização do exército era absolutamente necessária a fim de poder estabelecer guarnições permanentes em territórios recém adquiridos e tão distantes quanto a Hispânia, o qual não era possível com milícias sazonais de cidadãos.
O historiador R. E. Smith aponta também a necessidade de recrutar legiões adicionais em situações de emergência, com a finalidade de repelir ameaças estratégicas específicas. Argumenta que isto poderia levar a criar dois tipos de legiões diferentes: Por um lado estariam as legiões de longa duração, estabelecidas nas províncias e compostas provavelmente por tropas profissionais que compunham um exército em pé de guerra. Por outro lado, estariam as legiões formadas depressa, que estariam compostas por homens mais novos com pouca ou nula experiência militar, com esperanças de aventura e pilhagem. De qualquer modo, não se conhece qualquer distinção entre estes dois tipos de legião quanto ao pagamento básico, à disciplina ou ao equipamento. A prática das tropas veteranas de se enrolar voluntariamente nas novas legiões poderia significar que nenhum exército se compôs exatamente de um ou outro desses dois arquétipos.
As legiões de final da república eram compostas por infantaria pesada quase na íntegra. A principal sub-unidade da legião era a coorte (cohors), formada por 480 homens de infantaria. A coorte era muito maior do que o anterior manípulo, e era dividida em seis centúrias de 80 homens cada uma. Pela sua vez, cada centúria dividia-se em 10 "grupos de tenda" de oito homens cada um, o contubérnio (em latim: contubernium; pl. contubernia). As legiões compreendiam também um pequeno corpo, normalmente de cerca de 120 homens, de cavalaria legionária (equites legionis). Os equestres eram usados como exploradores e mensageiros, e não como verdadeira cavalaria de batalha. As legiões também continham um grupo dedicado à artilharia de aproximadamente cerca de 60 homens, e que operavam as armas de assédio como as balistas (em latim: ballistae).
Cada legião ia acompanhada normalmente com um número aproximadamente igual de tropas auxiliares de aliados. Isto foi uma formalização do que antes era uma prática habitual, ou seja, o uso de tropas leves de latinos e outros aliados, que para então receberam a cidadania romana após a Guerra Social. As tropas auxiliares, além disso, podiam estar formadas por diferentes tipo de tropas:
- Cavalaria ligeira, conhecida como alas.
- Infantaria ligeira auxiliar, conhecida como coorte auxiliar.
- Unidades combinadas com ambos os tipos de soldados, conhecidas como coortes de cavalaria.[40]

As tropas de cavalaria incluíam os arqueiros a cavalo (sagitários; sagittarii), a cavalaria de choque (Catafrato ou Clibanário) ou armados com lanças (antesignanos ou lanceários). A infantaria podia ir armada com arcos, fundas, lanças de arremesso, espadas longas ou lanças. As unidades auxiliares originariamente eram dirigidas pelos seus próprios chefes e, neste período, a sua organização interna dependia dos seus comandantes.
Contudo, a deficiência mais óbvia do exército romano continuava sendo a sua escassez de cavalaria, especialmente cavalaria pesada, até mesmo as unidades auxiliares eram compostas principalmente por infantaria. Luttwak comenta que as tropas auxiliares consistiam em grande parte de arqueiros de Creta, fundibulários baleares e infantaria da Numídia, e todos eles lutavam a pé. Contudo, à medida que as fronteiras de Roma foram-se expandindo, os exércitos adversários deixaram de ser exércitos baseados na infantaria e passaram a ser baseados na cavalaria, o que levou o exército romano a uma certa desvantagem tática, principalmente no Oriente.
Quanto à marinha deste período, ficara muito reduzida após as Guerras Púnicas e a conquista da Grécia. Em consequência, os piratas cilícios tornaram-se os verdadeiros amos do Mediterrâneo. No final do período republicano, no contexto das Guerras Mitridáticas e da campanha de Pompeu Magno contra os piratas foi acometida uma profunda revitalização naval, que serviu assim mesmo para fazer face a novos requerimentos: por exemplo, Júlio César reuniu uma frota no canal da Mancha para invadir a Britânia. Finalmente, durante a posterior Segunda Guerra Civil, chegaram a construir-se ou transformar para o uso militar desde as cidades gregas um número próximo do milhar de naves.

## Recrutamento de não cidadãos (49−27 a.C.)
Durante a época de Júlio César, em 54 a.C., as unidades regulares de legionários foram apoiadas por novas unidades especiais. Em concreto, foram recrutados exploradores (exploratores) e especuladores (speculatores), espias cuja missão era infiltrar-se nos acampamentos inimigos.
Por outro lado, e devido às exigências da guerra civil, tomou-se a medida extraordinária de recrutar legiões de não cidadãos. Júlio César fê-lo na Gália Transalpina, Pompeu em Farsalos e Marco Júnio Bruto na Macedônia. Este recrutamento teve caráter irregular e extraordinário sem ser o recrutamento típico deste período. A lei romana continuou exigindo oficialmente que as legiões fossem compostas exclusivamente por cidadãos romanos.

## As legiões imperiais e a reforma das tropas auxiliares(2775 a.C.– d.C.)
No final da Terceira Guerra Civil a principal preocupação em matéria militar do imperador Augusto, foi evitar que os generais romanos continuassem usurpando o poder a partir do seu cargo militar. A experiência de Júlio César e, anteriormente, de Caio Mário e Lúcio Cornélio Sula, demonstrara como as legiões que foram recrutadas por causas de "emergência" eram compostas por soldados cuja lealdade era exclusiva para o seu general, que os provia dos salários e da pilhagem, e cuja capacidade política procurar-lhes-ia as terras para a sua aposentadoria. Por este motivo, as tropas dependiam quase exclusivamente do seu general, e não da República de Roma nem do senado o qual implicava de fato que o apoiavam ainda se este se virava contra o poder estabelecido (assim ocorrera com Sula, quando se dirigiu contra Roma, e quando Júlio César cruzou o Rubicão). Augusto eliminou a necessidade de recrutar exércitos de emergência mediante o acréscimo do tamanho dos exércitos regulares para que sempre houvesse o suficiente para defender adequadamente o território do império.
Augusto criou uma nova formação de guardas de elite dedicadas à proteção do imperador. A primeira dessas unidades teve a sua base em Roma, e foi conhecida como guarda pretoriana. Outra formação similar recebeu o nome de coorte urbana.
As legiões, que foram mistura de soldados profissionais e civis, foram modificadas para se tornar num exército permanente composto apenas por soldados profissionais. Por outro lado, a estrutura de coortes permaneceu muito parecida ao que fora desde o final da república, embora no século I se duplicasse o tamanho da primeira coorte de cada legião até um total de 960 soldados. Contudo, ainda que a estrutura das legiões permanecesse, a sua forma de criação foi alterada. Enquanto as legiões republicanas foram recrutadas mediante levas sobre os cidadãos romanos aptos para a escolha, as legiões imperiais foram recrutadas somente com voluntários. As legiões republicanas recrutaram-se quase de forma exclusiva na Itália, enquanto as legiões do início da idade imperial obtinham a maior parte dos seus recursos a partir das populações das colônias romanas desde 68 d.C. em diante. Uma estimativa coloca a proporção de tropas itálicas em 65% na época de Augusto, aproximadamente no início do milênio. Contudo, a cifra cai até cerca de 49% no final do reinado de Nero.
Dado que as legiões eram oficialmente abertas somente a cidadãos romanos, Cary e Scullard argumentam que pelo menos em algumas províncias nessa época "deveram ser recrutados muitos provincianos sem cidadania romana, mas que a receberam de jeito não oficial no momento do recrutamento", prática que se incrementaria ao longo do século II. Isto é mais provável naquelas províncias nas quais a população de cidadãos romanos não era grande o bastante para cobrir as necessidades de recrutamento do exército como, por exemplo, na Britânia, em onde segundo uma estimativa somente haveria cerca de 50 000 cidadãos romanos no século I de uma população provincial de cerca de dois milhões.
Ao mesmo tempo, a estrutura das legiões foi acometendo reformas e sofreu algumas transformações de certa envergadura. Os auxiliares foram reorganizados, e um número de tropas aliadas foram formalizadas em unidades permanentes similares às legiões. Por outro lado, em lugar de ser recrutadas reativamente, quando era necessário, as tropas auxiliares começaram a ser formadas de acordo com os objetivos anuais. Adicionalmente, enquanto em épocas anteriores a organização interna dos auxiliares fora deixada aos seus comandantes, no início do império foram organizadas em unidades padronizadas conhecidas como turmae, se bem que não chegaram a ser padronizadas no seu equipamento da mesma forma que as legiões e frequentemente mantinham certas características da nação da qual procediam.
O tamanho das unidades, pelo menos, foi em parte padronizado. A cavalaria podia formar bem uma ala quinquagenária (Ala quinquagenaria) de 512 cavaleiros, ou numa ala miliária (ala millaria) de 1 000 e a infantaria auxiliar podia ser formada numa coorte quinquagenária de infantaria (Cohors quinquagenaria peditata) de 500 homens ou numa coorte miliária (cohors millaria) de 1 000. As unidades compostas conjuntamente por cavalaria e infantaria costumavam ser formadas numa maior proporção de soldados a pé que a cavalo: a coorte quinquagenária de cavalaria (Cohors quinquagenaria equitata) consistia de 380 homens a pé e 120 a cavalo, e a cohors equitata millaria consistia de 760 a pé e 240 a cavalo.
A vitalidade do império neste ponto era tal que o uso de auxiliares nativos no exército romano aparentemente não barbarizou o exército, como por outro lado alguns estudiosos dizem que ocorreu no Baixo Império. Pelo contrário, aqueles que serviam como auxiliares durante este período frequentemente buscavam romanizar-se eles mesmos. Era-lhes garantida a aquisição da cidadania romana na finalização do serviço, o qual dava uma série de vantagens sociais, ficando os seus filhos em posição de ser elegíveis para fazer parte das legiões.
Como com o exército, na marinha também se recrutaram muitos não itálicos, em parte porque os romanos nunca estiveram muito preparados para a vida marítima. Parece que a marinha era considerada ligeiramente menos prestigiosa que as tropas auxiliares mas, assim como nestas últimas, as tropas podiam ganhar a sua cidadania na finalização do serviço. Em termos de estrutura, cada navio era tripulado por um grupo de homens que equivalia aproximadamente a uma centúria, e dez navios formavam um esquadrão naval. Após a derrota de Antônio, a frota romana dividiu-se em duas bases principais: Miseno e Ravena.

## Introdução dasvexillationes(76– 117)
No final do século I, as legiões continuavam sendo a espinha dorsal do exército romano, apesar de os auxiliares, de fato, serem a metade dos legionários. Por outro lado, e a respeito da composição interna das legiões, o número de soldados recrutados dentro da península Itálica também caiu gradualmente desde 70 d.C. No final de século, a proporção de cidadãos procedentes da Itália caíra até 22%, sendo o resto de soldados procedentes das províncias conquistadas. Levando em conta que tecnicamente apenas os cidadãos romanos tinham direito a entrar nas legiões, acredita-se que por motivos de necessidade e em alguns casos nos quais os recrutas não a possuíam, esta "simplesmente foi-lhes outorgada no alistamento".
Nesta época os limites do império mantiveram-se relativamente fixos até se expandirem novamente sob o governo do imperador Trajano. Devido a isso, o exército foi responsabilizando-se cada vez em maior grau pela proteção das fronteiras existentes em lugar de se expandir para outros territórios, ao contrário do que sucedera nas épocas anteriores. O resultado foi que as legiões começaram a ficar estacionadas em situações muito estáveis. Apesar de legiões inteiras ocasionalmente serem transferidas para lugares em guerra, permaneciam muito tempo estacionárias numa ou mais bases na província, dividindo-se em grupos menores de tropas (vexillationes) segundo se requeria. Esta política foi o começo do qual em épocas posteriores suporia a divisão das forças militares terrestres, no baixo império, nas tropas móveis e estacionárias. Em geral, as melhores tropas eram enviadas como vexillationes, e o resto, de qualidade inferior, permaneciam para a proteção das defesas fronteiriças. Possivelmente entre as que ficavam na zona estavam os soldados feridos e aqueles outros próximos da sua aposentadoria.

## Barbarização do exército (117–253)
Na época do imperador Adriano a proporção de itálicos nas legiões caíra até tão somente 1%  e "tornara-se habitual completar os destacamentos [de legionários] mediante as levas locais" Isto é provavelmente o resultado direto de uma mudança nas necessidades com referência ao pessoal militar: à época de Adriano estabeleceu-se em torno da periferia do território imperial um sistema de defesas fronteiriças fixas (em latim, limes), com a finalidade de consolidar as conquistas levadas a cabo por Trajano. Este sistema exigia que as tropas ficassem estabelecidas de modo permanente nas províncias, o qual era uma perspectiva muito mais atraente para os cidadãos nascidos na região que para as tropas itálicas. A maioria das tropas das legiões no início do século III procediam da província relativamente romanizada (embora não itálica) da Ilíria. À medida que o século foi avançando, mais bárbaros (barbari) recebiam licença para se estabelecerem dentro do território romano em troca de ajudar na sua defesa Como resultado, um grande número de bárbaros e semibárbaros foram admitidos no exército.
Contudo, o fato de esta regionalização das legiões ser acompanhada de uma queda no profissionalismo das mesmas é algo que se discute. Santosuosso argumenta que a estrita disciplina dos dias de Caio Mário terminara, mas Alfoldi afirma que as tropas da Ilíria eram ao mesmo tempo valentes e guerreiras, e Tácito descreve os recrutas germanos como se fossem mercenários natos (em latim: vivi ad arma nati). Parece que a disciplina nas legiões sim que se flexibilizou, à medida que se começou a dar licença aos soldados para viver com as suas esposas no exterior dos recintos militares, e lhes era permitido adotar um estilo de vida mais confortável, que contrastava com o estrito regime militar de anos anteriores Contudo, isso não certifica que se produzisse uma redução na efetividade das legiões, devido à grande ferocidade e estatura dos novos recrutas bárbaros.
O estilo do exército romano, porém, era agora condicionado pelo cada vez maior número de recrutas das regiões, que barbarizava cada vez mais as forças romanas. A barbarização das posições mais baixas ia-se complementando com uma barbarização da estrutura de autoridade à medida que os senadores romanos, dos que tradicionalmente procediam os comandantes, ficavam excluídos do exército. Em 235 d.C., ascende ao trono imperial Maximino Trácio. Este fato é um marco na história de Roma, pois embora não se tratasse da primeira ocasião na que o próprio imperador fosse um homem nascido fora da Itália (Trajano e Adriano nasceram na Hispânia, Septímio Severo na África, Caracala na Gália, Heliogábalo na Síria), a família de Maximino não era de origem romana em absoluto, sendo filho de dois bárbaros: pai godo e mãe alana.
A inclusão gradual no exército romano de cada vez mais tropas de origens diversas avançou com a criação, à época de Adriano, de um novo tipo de unidade acrescentada às legiões e os auxiliares, e que seria conhecida como números (numerii). Era formada por corpos de cerca de 300 soldados irregulares, e eram recrutados das províncias subjugadas, assim como dos cidadãos dos estados-clientes ou de além dos limites fronteiriços do Estado. Eram menos equipadas e menos romanizadas que as tropas auxiliares, com um "pronunciado caráter nacional", incluindo as vestimentas nativas e os seus próprios gritos de guerra. A introdução dos números foi a resposta à necessidade de tropas baratas, que fossem ao mesmo tempo feras e com uma força equilibrada de cavalaria e infantaria ligeira. Estavam, portanto, muito menos armadas e menos treinadas do que os auxiliares ou do que as legiões, embora também se usassem algumas tropas irregulares nativas de elite. Contudo, as legiões ainda eram ao redor da metade do exército romano nesta época.

## Crises sucessivas (238–284)
Na época do Baixo Império Romano, as forças inimigas, tanto no leste como no oeste, eram "bastante móveis e fortes para quebrar o perímetro defensivo [romano] em qualquer eixo selecionado de penetração"; do século III em diante, tanto as tribos germânicas quanto os exércitos persas atravessaram as fronteiras do Império Romano. Em resposta, o exército romano atravessou uma série de mudanças, se bem que a maioria fosse uma evolução ou adaptação natural à mudança e não deliberada, tal como as que ocorreram durante a república e no início do império. Uma grande ênfase foi posta na habilidade de combate de todos os tipos militares, como a artilharia de campo, as bestas, de mão, arqueiros e dardos.
As forças romanas foram incrementando a sua mobilidade gradualmente, com um soldado de cavalaria por cada três de infantaria, comparado com a proporção de um a quarenta nos inícios do império. Adicionalmente, o imperador Galiano deu o passo de criar regimentos de cavalaria específicos, separando-os dos regimentos mistos de cavalaria e infantaria, incluindo catafractários (catafratarii) ou clibanários (clibanarii), escutários (scutarii), e a cavalaria legionária conhecida como promotos (promoti). Coletivamente, todos estes regimentos eram conhecidos como equestres. Por volta de 275 d.C., a proporção de catafractários também se incrementou.
Não existe uma opinião unívoca em torno de quando exatamente se incrementou a proporção relativa da cavalaria e, nomeadamente, é discutido se as reformas de Galiano ocorreram ao mesmo tempo que se incrementou a proporção da cavalaria na composição total do exército ou se foram dois eventos separados. Alfoldi parece acreditar que as reformas de Galiano foram contemporâneas com o acréscimo no número de cavalaria e argumenta que, por volta de 258 d.C., Galiano tornara a cavalaria na unidade tipo predominante no exército romano, substituindo nesse posto o soldado de infantaria pesada que dominara os exércitos anteriores. Segundo o historiador Warren Treadgold, porém, a proporção de cavalaria não mudou entre os começos do século III e os começos do século IV.
Adicionalmente, durante esta época, grupos cada vez maiores de bárbaros começaram também a assentar-se nos territórios romanos. As tropas contratadas para que ajudassem o exército romano já não se organizavam como os antigos números (numeri), mas eram mercenários nativos independentes, que seriam conhecidos como tropas federadas (federados). Embora servissem sob as ordens de oficiais romanos, as tropas destas unidades eram muito mais barbarizadas que os números, e não eram romanizados nem na sua estrutura militar nem na sua ideologia pessoal. Adicionalmente, também não adquiriam a cidadania romana após o serviço prestado. Por outro lado, às tropas nativas não lhes era permitido lutar em guerras nativas sob as ordens dos seus próprios chefes (coisa que mais tarde sim que ocorreria com os federados), mas as tropas eram divididas em pequenos grupos aderidos a outras unidades romanas. Estavam portanto a meio caminho entre os números, aos quais se intentava romanizar, e os federados, que eram quase por completo independentes.

## Comitatenses e limítanes (284–358)
Mais adiante, quando começou a aplicação de uma série de tropas aos trabalhos concretos de guarda das fronteiras (como ocorria no caso da Muralha de Adriano na Britânia no século II), emergiria uma nova distinção entre tropas específicas de proteção fronteiriça e forças móveis de reserva. Esta prática poderia até mesmo remontar até final da república, com o uso das legiões "provinciais" e "de emergência".
Na época do Baixo Império, as demandas de soldados para cobrir as necessidades fronteiriças, e as reservas estratégicas de força militar levaram à divisão do exército em quatro tipos de tropas. Os destacamentos fronteiriços eram compostos por uma milícia "estabelecida e hereditária" (limítanes ou riparenses) que ficavam "atados aos seus postos". Na retaguarda, por outro lado, havia tropas com uma maior mobilidade para o seu deslocamento nos campos de batalha e que eram conhecidas como comitatenses, que se mantinham como reserva estratégica. Adicionalmente, em algum ponto intermédio entre estes dois tipos de tropas, havia umas reservas mais locais e de caráter provincial conhecidas como cuneus (cunei; cavalaria) e auxiliares (nesta época somente à infantaria) que poderia ter evoluído das unidades de cavalaria auxiliar de épocas anteriores.
Finalmente, desde a época do imperador Constantino, também houve duas pequenas reservas centrais (escolas; em latim: scholae) que se mantinham como retaguarda estratégica até mesmo aos comitatenses, cada uma na presença dos imperadores do Oriente e Ocidente, respectivamente. Criadas e expandidas desde as tropas que compunham a guarda pessoal do imperador, estes exércitos centrais parece que por volta de 295 d.C. teriam chegado a um tamanho grande demais para ser meras guardas pessoais, embora ainda fossem pequenas demais para travar campanhas de jeito independente e sem apoio dos legionários ou vexillationes.
Dos quatro tipos de tropas, as limítanes (guardas fronteiriços) consideraram-se geralmente como as de inferior qualidade, sendo na sua maioria formadas por camponeses da zona, muito inferiores tanto às antigas legiões quanto à sua contrapartida nos exércitos de campo.
Enquanto as ações de patrulha e das incursões de baixa intensidade correspondiam aos limítanes, os incidentes mais sérios correspondia às tropas provinciais. Finalmente, quando se fazia necessário contra-arrestar as incursões de maior escala no plano estratégico, requer-se-ia a atuação dos comitatenses ou das tropas móveis de campo, possivelmente acompanhadas pelas escolas do imperador.
Tanto as tropas fronteiriças quanto as de campo eram compostas por uma mistura de infantaria e cavalaria embora o peso da cavalaria fosse, de acordo com algumas autoridades, maior no caso do exércitos móveis. Outras pesquisas mais antigas, como a edição de 1911 da Enciclopédia Britânica, estabelece que o exército romano do Baixo Império estava "pontuado pela predominância da cavalaria que caracterizava os primeiros séculos da Idade Média", embora muitos autores recentes pensam que a infantaria continuava sendo predominante.
Existe alguma discrepância sobre se esta nova estrutura militar foi posta em prática sob o governo do imperador Diocleciano ou se é da época de Constantino, dado que ambos reorganizaram o exército no final do século III e começos do IV. Tanto Diocleciano quanto Galiano, o seu predecessor durante trinta anos, poderiam chegar a controlar as reservas móveis estratégicas para ajudar as forças fronteiriças imperiais. Quer Diocleciano ou Constantino I expandiriam esta força até constituir exércitos permanentes.
O recrutamento entre os cidadãos romanos, por outro lado, ficara muito minguado como consequência de vários acontecimentos: por um lado, houvera uma redução populacional, com um acréscimo muito numeroso nas categorias de cidadãos eximidos do serviço militar, bem como a expansão da mensagem pacifista cristã. Todos estes fatores conjuntos culminaram na "retirada da classe urbana de todas as formas de atividade militar". No seu lugar, grande parte dos efetivos de Roma eram recrutados entre os habitantes não itálicos que viviam nas fronteiras do império, muitos deles bárbaros ou semibárbaros recém assentados nas terras do império, incluindo várias colônias de carpianos, bastarnas e sármatas.
Embora as unidades descritas como legiões existissem até o século V, tanto nas fronteiras como nos exércitos móveis o sistema legionário era muito diferente do da época do principado e do início do império. Se bem que o termo legião continuava usando-se, não é claro exatamente quando mudou a estrutura e o rol das legiões. Em algum momento entre os séculos III e IV, o rol das legiões como infantaria pesada de elite foi substancialmente reduzido podendo ter desaparecido.
No seu lugar, essas "legiões" que não se compunham já exclusivamente de cidadãos romanos (e pode que quase não houvesse nas suas filas). Diocleciano ou Constantino reorganizou o exército em unidades de infantaria menores que, de acordo com algumas fontes, poderiam ter ido armadas mais ligeiramente do que as antigas legiões. O seu armamento mais ligeiro poderia ter sido porque "não consentissem acarretar tanto peso de armadura como os antigos legionários" ou, como ocorreu pelo menos num evento registrado, por lhes ter sido proibido pelo seu general portarem armaduras mais pesadas, para incrementar a sua mobilidade.
As legiões do século IV eram apenas um sexto do tamanho original das legiões imperiais, e iam armadas somente com uma combinação de lanças, arcos, fundas, dardos e espadas, refletindo uma maior ênfase na luta a distância.
Constantino incrementou ainda mais a proporção de tropas germânicas no exército regular, sendo o seu impacto tão grande que até mesmo os legionários começaram a vestir ao modo germânico.

## Adoção de aliados bárbaros (358–395)
No final do século IV, o império tinha uma deficiência crônica quanto à sua capacidade de recrutar suficientes tropas dentre a sua própria população. Como alternativa, o acréscimo de impostos internos era empregue cada vez com maior intensidade para pagar aos recrutas bárbaros, cujo número ia em aumento. Os romanos, em alguns momentos, recrutaram soldados não romanos individuais para formar nas unidades militares regulares. Contudo, em 358 d.C. esta prática acelerou-se mediante a adoção em grande escala de todos os francos dentro do império, permitindo assim aceder a uma grande base populacional para recrutar. Em contraprestação por permitir-lhes estabelecer-se como federados ao norte da Gália, perto do Reno, os francos teriam a obrigação de defender as fronteiras do império no seu território e de prover tropas para que prestassem o serviço militar como unidades romanas.
Em 376 d.C., um grande contingente de godos solicitou ao imperador Valente a sua licença para se estabelecer ao sul do rio Danúbio em termos similares aos acordados com os francos. Os godos também foram admitidos no império na qualidade de federados, embora se rebelassem mais tarde esse mesmo ano, o que levou a um confronto que terminou com a esmagadora derrota dos romanos na Batalha de Adrianópolis. As graves perdas que sofreu o exército romano durante a batalha causaram, ironicamente, que o Império Romano se visse obrigado a apoiar-se ainda mais nas tropas de federados como apoio as suas próprias.
Em 382 d.C., a prática estendeu-se quando as tropas federadas foram recrutadas em massa como contingentes aliados de tropas letos (laeti) e federados separadas das unidades romanas existentes.
O tamanho e composição das forças aliadas dos bárbaros, porém, ainda se discute. Santosuosso argumenta que os regimentos de federados estavam compostos na sua maioria por cavalaria e que eram recrutadas temporariamente para campanhas específicas e, por vezes, como adição permanente ao exército. O historiador Hugh Elton, pela sua vez, acredita que a importância dos federados foi sobrestimada nos relatos tradicionais de historiadores como A. H. M. Jons. Elton defende que a maioria dos soldados eram provavelmente cidadãos romanos não itálicos, enquanto Santosuosso pensa que maioria de tropas eram quase com certeza de origem bárbara.

## Colapso do Império Romano do Ocidente (395–476)
O exército móvel composto pelos não federados e conhecido como os comitatenses foi dividido em vários exércitos menores. Na nova estrutura militar havia um exército central sob domínio direto do imperador, conhecido como comitatense palatino ou "na presença" (praesental), e vários exércitos regionais. Os historiadores Santosuosso e Vogt coincidem em que, mais tarde, estes exércitos iriam degradando-se para se tornar unidades de guarnição similares aos limítanes, às quais suplementaram ou substituíram. No século V, uma significativa porção da força militar do Império Romano do Ocidente baseava-se nos mercenários bárbaros conhecidos como federados.
À medida que o século V avançou, muitas das fronteiras originais do império foram completa ou parcialmente despojadas de tropas para poder reforçar o exército central; e algumas áreas como a Britânia ficaram completamente abandonadas pela impossibilidade material de defendê-las. Em 395 d.C., o Império Romano do Ocidente tinha vários exércitos regionais na Itália, Ilíria, Gália, Britânia e África, e cerca de doze exércitos fronteiriços. Por volta de 430 d.C., mais dois exércitos foram estabelecidos, um na Hispânia e outro na Mauritânia Tingitana. Contudo, Roma perdeu o controle da Britânia e de boa parte da Gália, da Hispânia e da África. No mesmo período, o Império Romano do Oriente tinha dois exércitos móveis "na presença do imperador" (em Constantinopla), três exércitos regionais (no leste, na Trácia e Ilíria) e quinze exércitos fronteiriços.
À medida que as tropas romanas se estendiam-se e diluíam-se ao longo da sua grande fronteira, o território do império continuava reduzindo-se em tamanho. Os bandos de bárbaros começaram a penetrar cada vez mais através das fronteiras vulneráveis do império, tornando-se invasores ao tempo que colonizadores. Em 451 d.C., os romanos foram capazes de derrotar Átila, o Huno, mas somente com a ajuda de uma confederação de tropas entre as que se incluíam efetivos visigodos e alanos.
As ondas de invasões bárbaras continuaram, e algumas delas atingiram mesmo o coração da Itália, até colapsarem as fronteiras do Império Romano do Ocidente. Simultaneamente, as tropas bárbaras que se encontravam a soldo de Roma passaram a "um estado de turbulências e revoltas quase contínuas" desde 409 d.C. em diante. Em 476 d.C. estes exércitos terminariam destronando Rômulo Augusto, o último imperador do Império Romano do Ocidente.
O Império Romano do Oriente (conhecido também como Império Bizantino) continuou em pé, e o exército e a marinha bizantina continuariam defendendo-o até a queda de Constantinopla em 1453.